# UTC−12
Dit overzicht is mogelijk incompleet; u kunt helpen door het uit te breiden.
UTC−12 is de tijdzone voor:
| Land of gebied                                  | nh/zh | Tijdzonenaam           |
| ----------------------------------------------- | ----- | ---------------------- |
| Verenigde Staten: - Bakereiland - Howlandeiland | nh    | Baker Eilandtijd (BIT) |

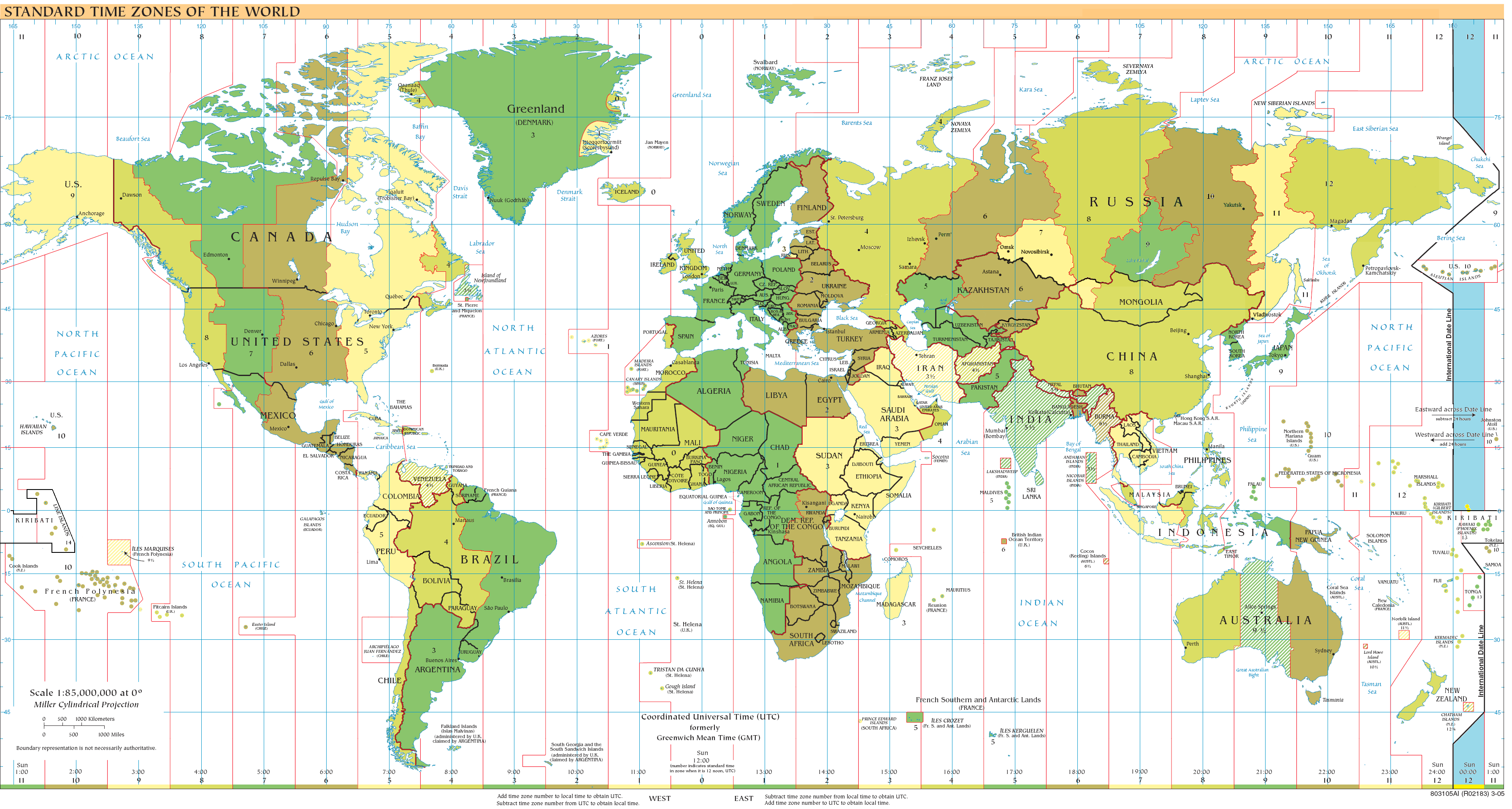
aan land
op zee

(Beide eilanden kennen geen zomertijd)
In de praktijk wordt UTC−12 zelden tot niet gebruikt. In plaats daarvan nemen de eilanden in deze tijdzone de tijd en datum van een naburige eilandengroep over.
In deze tijdzone wordt het als laatste ter wereld een nieuwe dag en de bewoners vieren dus ook als laatst oud en nieuw.